# Portaje (kommunhuvudort)
Portaje är en kommunhuvudort i Spanien.   Den ligger i provinsen Provincia de Cáceres och regionen Extremadura, i den centrala delen av landet, 250 km väster om huvudstaden Madrid. Portaje ligger 377 meter över havet och antalet invånare är 382.
Terrängen runt Portaje är huvudsakligen platt. Portaje ligger uppe på en höjd som går i öst-västlig riktning. Runt Portaje är det mycket glesbefolkat, med 3 invånare per kvadratkilometer. Närmaste större samhälle är Coria, 7,7 km norr om Portaje. Omgivningarna runt Portaje är huvudsakligen savann.